# Rodrigo Tabata
Rodrigo Barbosa Tabata (* 19. November 1980 in Araçatuba, Brasilien) ist ein katarischer Fußballspieler brasilianisch-japanischer Herkunft.

## Karriere
Rodrigo Tabata begann seine Karriere in Jundiaí im Bundesstaat São Paulo in der Jugend von Paulista FC. Er ist japanischer Abstammung. 1999 machte er sein Debüt für die Profi-Mannschaft. Danach ging es für Tabata von 1999 bis 2003 zu 11 brasilianischen Mannschaften. 
2004 wechselte er zum Goiás EC und spielte damit erstmals in Brasilien auf nationaler Ebene in der höchsten Spielklasse der Série A. Zwischen 2006 und 2008 spielte er beim berühmten FC Santos, ebenfalls in der brasilianischen Série A und er erreichte mit der Mannschaft im Jahr 2007 das Halbfinale der Copa Libertadores.
Zur Saison 2008/09 wechselte der Mittelfeldspieler in den UEFA-Raum und unterschrieb beim türkischen Erstligisten Gaziantepspor. Am ersten Spieltag der Saison erzielte Tabata in seinem ersten Pflichtspiel für die Schwarz-Roten den einzigen Treffer zum 1:0-Sieg gegen Fenerbahçe Istanbul. Außerdem gelang ihm am 15. Spieltag beim 5:2-Sieg gegen Kocaelispor ein Hattrick. Bis Saisonende erzielte er für Gaziantepspor in 26 Ligaspielen elf Tore und steuerte zudem sieben Torvorlagen bei. Kurz vor Ende der Sommer-Transferperiode 2009 wechselte Tabata für acht Millionen Euro Ablöse zu Beşiktaş Istanbul und unterschrieb einen Dreijahresvertrag. 2011 wurde sein Vertrag bei Beşiktaş Istanbul nicht verlängert, deshalb wechselte er ablösefrei zu al-Rayyan SC. Im März 2017 gab der Verein bekannt, dass Tabata bis Sommer 2020 verlängert habe.

## Erfolge
FC Santos
- 2 × Gewinn der Staatsmeisterschaft von São Paulo: 2006, 2007
- Vizemeister der Campeonato Brasileiro de Futebol: 2007
- Erreichen des Halbfinales der Copa Libertadores: 2007

Al-Rayyan
- Qatargas League: 2014/15
- Qatar Stars League: 2015/16

## Auszeichnungen
Qatar Stars League
- Spieler des Jahres: 2011/12, 2015/16
- Torschützenkönig: 2016/17, 2017/18